# Johan: logisch is anders
Johan: logisch is anders is een Nederlandse dramaserie die in 2014 werd uitgezonden door de publieke omroep VPRO. De regisseur is Pim van Hoeve.

## Rolverdeling

### Hoofdrollen
- Reinout Scholten van Aschat als jonge Johan
- Ian Bok als oude Johan
- Bracha van Doesburgh als jonge Danny
- Elle van Rijn als oude Danny
- Ton Kas als Petrus

### Bijrollen
- Julian Ras als Jopie (de jonge Johan)
- Javi Escalera als Josep Lluís Núñez
- Maarten Wansink als Cor Coster
- Alix Adams als Nel
- Ludwig Bindervoet als jonge Jan van Beveren
- Rory de Groot als Wijntjes
- Robert de Hoog als jonge Piet Keizer
- Ernst Dekkers als Manus Cruijff
- Caro Derkx als Celine
- Lukas Dijkema als Henk
- Tarikh Jansen als jonge Ruud Gullit
- Jord Knotter als jonge Marco van Basten
- Shariff Korver als journalist
- David Lucieer als journalist
- Carlos Juan Tajes als journalist
- Sophie Schut als zangeres
- Maarten Spanjer als oude Rinus Michels
- Dimme Treurniet als jonge Rinus Michels
- Dieter Troubleyn als Michel Basilevitch
- Wivineke van Groningen als Cato
- Chiem Vreeken als jonge Ronald Koeman
- Dennis Coenen als oude Henny Cruijff
- Mike Weerts als jonge Henny Cruijff
- Pim Wessels als Jordi Cruijf